# Tüskés hernyókapó
A tüskés hernyókapó (Lalage sueurii) a madarak osztályának verébalakúak (Passeriformes)  rendjébe és a tüskésfarúfélék (Campephagidae) családjába tartozó faj.

## Rendszerezése
A fajt Louis Pierre Vieillot francia ornitológus írta le 1818-ban, a Turdus nembe Turdus Suerii néven.

## Előfordulása
Indonézia és Kelet-Timor területén honos. Természetes élőhelyei a szubtrópusi és trópusi síkvidéki esőerdők, száraz erdők, mangroveerdők, cserjések és szavannák, lápok és mocsarak környéke, valamint termőföld, ültetvények és vidéki kertek. Állandó, nem vonuló faj.

## Megjelenése
Testhossza 18 centiméter.  A hím tollazata fekete-fehér, tojóé barna-fehér színű.

## Életmódja
A talajon és a fák levelein keresgéli rovarokból álló táplálékát, de gyümölcsöt, vetőmagot és esetenként nektárt is fogyaszt.

## Szaporodása
Gyökerekből és fűből ágvilla közé készíti fészkét. Költési időszaka szeptember-december között van. Fészekalja 2-3 tojásból áll, melyen a szülők felváltva 14 napig kotlanak.

## Természetvédelmi helyzete
Az elterjedési területe nagyon nagy, egyedszáma pedig növekszik. A Természetvédelmi Világszövetség Vörös listáján nem fenyegetett fajként szerepel.